# Migojnice
Migojnice este o localitate din comuna Žalec, Slovenia, cu o populație de 700 de locuitori.